# Christophe Denis
Christophe Denis, né le 5 janvier 1973 à Saint-Martin-d'Hères, dans l'Isère, est un entraîneur français de basket-ball.

## Biographie
En mars 2014, il se voit confier un poste d'assistant, avec Laurent Foirest, auprès de Pascal Donnadieu qui prend en charge une sélection A' de l'équipe de France,.
En juin 2014, Christophe Denis est nommé à la tête du Rouen Métropole Basket tout juste promu en Pro A à la faveur d'une wild-card.
En mai 2015, il s'engage avez la JL Bourg tout juste reléguée en Pro B pour un contrat de deux saisons avec une saison supplémentaire en option.
Le 21 février 2016, il remporte avec cette équipe la deuxième édition de la Leaders Cup de Pro B.
Le 18 mai 2016, il est remercié par le club une semaine avant les Playoffs et après avoir obtenu une cinquième place au classement du championnat de Pro B.

## Entraîneur
- Fév 2011 - 2013 :  Paris-Levallois Basket (Pro A)
- 2014 - 2015 :  Rouen Métropole Basket (Pro A)
- 2015 - Mai 2016 :  Jeunesse laïque de Bourg-en-Bresse (Pro B)

## Assistant entraîneur
- 2008 - 2011 :  Paris-Levallois Basket (Pro A)
- depuis 2014 :  Équipe de France masculine A'

## Palmarès
- Leaders Cup de Pro B 2016